# Dermatitis de contacte al·lèrgica
La dermatitis de contacte al·lèrgica és una forma de dermatitis de contacte que és la manifestació d'una resposta al·lèrgica causada pel contacte amb una substància; l'altre tipus de dermatitis de contacte és la dermatitis de contacte irritativa.

## Causes
La més freqüent que podem citar entre les d'aquest tipus és l'al·lèrgia al níquel, el qual es troba present en pràcticament tots els aliatges de metalls no-nobles i a vegades en alguns aliatges d'or baix. L'al·lèrgia al níquel està mitjançada per un mecanisme d'hipersensibilitat tipus 4, amb inflamació produïda per alliberament de mediadors directament pels limfòcits.

## Clínica
Els símptomes de la dermatitis al·lèrgica de contacte són molt semblants als provocats per la dermatitis de contacte irritativa, la qual cosa fa que la primera sigui encara més difícil de diagnosticar. El primer signe de dermatitis al·lèrgica de contacte és la presència de l'erupció o lesió cutània al lloc d'exposició. Depenent del tipus d'al·lergen i la intensitat de la reacció l'erupció pot incloure pàpules, butllofes o vesícules (que poden supurar o suquejar) o fins i tot una simple zona vermella. La principal diferència entre l'erupció causada per la dermatitis de contacte al·lèrgica i la causada per la dermatitis de contacte irritant és que aquesta darrera tendeix a limitar-se a la zona on el desencadenant ha tocat la pell, mentre que en la dermatitis de contacte al·lèrgica és més probable que l'erupció s'estengui. Una altra característica de l'erupció de dermatitis al·lèrgica de contacte és que sol aparèixer al cap d'un o dos dies després de l'exposició a l'al·lergen, a diferència de la dermatitis de contacte irritant que apareix immediatament després del contacte amb el desencadenant.
Altres símptomes poden incloure picor. Si no es tracta, la pell pot enfosquir-se i tornar-se engruixida i esquerdada.

## Tractament
La millor manera de prevenir és evitant el contacte amb l'al·lergen, i una vegada apareguda, amb glucocorticoides aplicats localment a curt termini. Encara que els símptomes desapareguin i l'al·lèrgia sembla remetre, la naturalesa de la sensibilització és crònica, amb èpoques de més o menys tolerància.